# 蒙塔耶
蒙塔耶（法語：Montaillé，法語發音：[mɔ̃taje]）是法国萨尔特省的一个市镇，属于马梅尔斯区。

## 地理
蒙塔耶（47°56'16"N, 0°42'4"E）面积30.18 平方千米，位于法国卢瓦尔河地区大区萨尔特省，该省份为法国西北部内陆省份，北起顺时针与奥恩省、厄尔-卢瓦省、卢瓦-谢尔省、安德尔-卢瓦尔省、曼恩-卢瓦尔省和马耶讷省接壤，是法国大西部的入口，连接卢瓦尔河谷、布列塔尼和巴黎盆地。
与蒙塔耶接壤的市镇（或旧市镇、城区）包括：阿尼耶河畔孔夫朗、库德勒雪、埃科尔潘、圣卡莱、圣塞罗特。

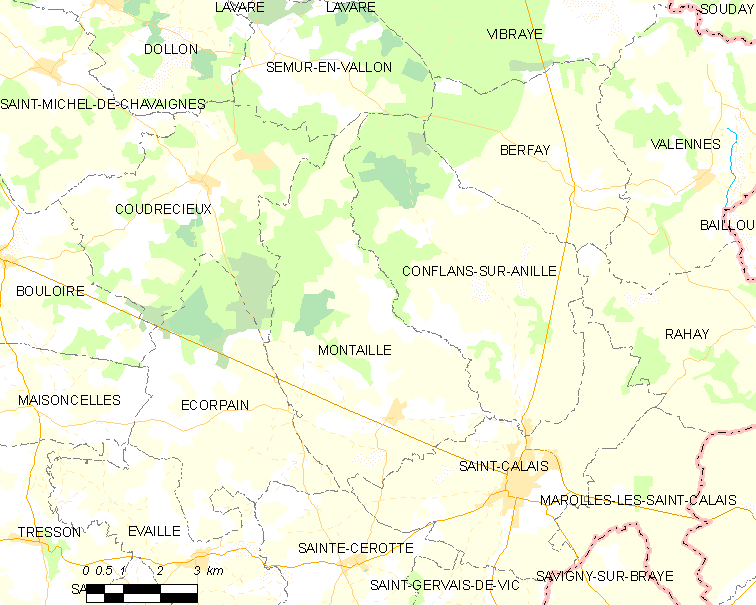
蒙塔耶的OSM定位图

蒙塔耶的时区为UTC+01:00、UTC+02:00（夏令时）。

## 行政
蒙塔耶的邮政编码为72120，INSEE市镇编码为72204。

## 政治
蒙塔耶所属的省级选区为圣卡莱县。

## 人口

1962-2008年间蒙塔耶人口变化图示

蒙塔耶于2022年1月1日时的人口数量为517人。